# Bousov
Bousov település Csehországban, a Chrudimi járásban. Bousov Ronov nad Doubravou, Žlebské Chvalovice, Lipovec és Vinaře településekkel határos. Lakosainak száma 238 fő (2024. január 1.).

## Népesség
A település lakosságának változását az alábbi diagram mutatja:
| Lakosok száma | 450  | 485  | 498  | 279  | 227  | 213  | 210  | 210  | 219  | 238  |
|               | 1869 | 1900 | 1921 | 1961 | 1980 | 2011 | 2016 | 2019 | 2021 | 2024 |